# Паренто, Пьер-Александр
Пьер-Алекса́ндр Паренто́ (фр. Pierre-Alexandre Parenteau; 24 марта 1983, Халл, Канада) — канадский хоккеист, правый нападающий.

## Карьера
Пьер-Александр Паренто начал профессиональную карьеру в клубе QMJHL «Монктон Уайлдкэтс». В 2001 году молодого форварда выбрал на драфте клуб «Анахайм Майти Дакс». В системе «Анахайма» Паренто пробыл до декабря 2006 года, когда был обменян в «Чикаго», но в «Ястребах» на задержался, меньше, чем через год став игроком «Нью-Йорк Рейнджерс».
В основном составе «Рейнджеров» Паренто сыграл всего 22 матча, большую часть времени проведя в фарм-клубе. В 2010 году Паренто перешёл в другой нью-йоркский клуб — «Айлендерс». В составе «Островитян» форвард впервые в своей карьере в НХЛ получил твёрдое место в основном составе; 2 года спустя Паренто перешёл в «Колорадо», где также отыграл 2 сезона.
В 2014 году Пьер-Александр вернулся на родину, перейдя в результате обмена в самый именитый канадский клуб — «Монреаль Канадиенс». 30 июня 2014 года «Колорадо» обменяли Паренто и выбор в пятом раунде драфта 2015 года в «Монреаль» на нападающего Дэнни Бриера. 29 июня 2015 года «Монреаль» выкупил последний год контракта Паренто.
1 июля 2015 года Паренто перешёл в «Торонто Мейпл Лифс» и подписал с клубом контракт на один год. Паренто назвал главного тренера Майка Бэбкока «Торонто Мейпл Лифс» главной причиной подписания контракта. Они ранее работали вместе в «Анахайме» более десяти лет назад. Сезон 2015/16 стал лучшим для Паренто с 2013 года, он набрал 41 очко.
3 июля 2016 года подписал однолетний контракт с бывшей командой «Нью-Йорк Айлендерс», однако не проведя ни одного матча в сезоне, 10 октября 2016 года был выставлен на драфт отказов, откуда его забрал «Нью-Джерси Дэвилз». За «Дьяволов» набрал 27 очков в 59 встречах, но на дедлайне был обменян 1 марта 2017 года в «Нэшвилл Предаторз» на выбор в 6-м раунде Драфта НХЛ 2017 года. Вместе с «Нэшвиллом» дошёл до Финала Кубка Стэнли. Всего за «Предаторз» провел 13 матчей, из которых заработал лишь 1 передачу.
После сезона «Предаторз» не предложили Паренто контракт. 6 сентября 2017 года Паренто согласился участвовать в тренировочном лагере «Детройт Ред Уингз», однако контракт ему вновь не предложили.
1 ноября 2017 года подписал однолетний контракт с «Автомобилистом». 14 июня 2018 года Паренто объявил о завершении карьеры.
В настоящее время является ассистентом тренера университета Монктона.

## Карьера в сборной
В составе молодёжной сборной Паренто принимал участие в чемпионате мира, по итогам которого сборная Канады завоевала серебряные медали.

## Достижения
- Молодёжная сборная:

Обладатель серебряных медалей чемпионата мира — 2003